# Pseudoeurycea nigra
Pseudoeurycea nigra är en groddjursart som först beskrevs av David Burton Wake och Johnson 1989.  Pseudoeurycea nigra ingår i släktet Pseudoeurycea och familjen lunglösa salamandrar. IUCN kategoriserar arten globalt som akut hotad. Inga underarter finns listade i Catalogue of Life.